# (re)Production
Albums de Todd Rundgren
Todd Rundgren's Johnson
(2011) State
(2013)
(re)Production est un album de Todd Rundgren sorti en 2011.
Il se compose entièrement de reprises de chansons d'autres artistes produits par Rundgren par le passé, avec des arrangements à base d'instruments électroniques.

## Titres
| No  | Titre                           | Auteur | Artiste original            | Durée |
| --- | ------------------------------- | --- | --------------------------- | ----- |
| 1.  | Prime Time (Remix)              | Rick Anderson, Michael Cotten, Prairie Prince, Bill Spooner, Roger Steen, Re Styles, Fee Waybill, Vince Welnick | The Tubes (1979)            | 3:29  |
| 2.  | Dancing Barefoot                | Patti Smith, Ivan Král                                                                                          | Patti Smith (1979)          | 3:56  |
| 3.  | Two Out of Three Ain't Bad (en) | Jim Steinman | Meat Loaf (1977)            | 3:21  |
| 4.  | Chasing Your Ghost              | | What Is This? (1985)        | 3:29  |
| 5.  | Love My Way (en)                | John Ashton, Tim Butler, Richard Butler, Vince Ely                                                              | The Psychedelic Furs (1982) | 4:31  |
| 6.  | Personality Crisis              | David Johansen, Johnny Thunders                                                                                 | The New York Dolls (1973)   | 3:53  |
| 7.  | Is It a Star?                   | Daryl Hall, John Oates                                                                                          | Hall & Oates (1974)         | 3:38  |
| 8.  | Tell Me Your Dreams             | Robin Eaton | Jill Sobule (1990)          | 3:50  |
| 9.  | Take It All                     | Pete Ham | Badfinger (1971)            | 4:08  |
| 10. | I Can't Take It                 | Robin Zander | Cheap Trick (1983)          | 3:11  |
| 11. | Dear God                        | Andy Partridge                                                                                                  | XTC (1987)                  | 3:59  |
| 12. | Out of My Mind                  | Brent Bourgeois (en)                                                                                            | Bourgeois Tagg (1987)       | 3:27  |
| 13. | Everything                      | Adrian Belew, Rick Derringer, Sam Hopkins                                                                       | Rick Derringer (1979)       | 4:25  |
| 14. | Walk Like a Man                 | Don Brewer, Mark Farmer                                                                                         | Grand Funk Railroad (1973)  | 3:26  |
| 15. | Nothing to Lose                 | | Dragon (Hunter) (en) (1986) | 3:05  |